# Non dire mai addio
Rakht (Kabhi Alvida Naa Kehna) è un film indiano del 2006 diretto da Karan Johar e prodotto dalla Dharma Productions. Distribuito l'11 agosto 2006 in India ed in America del Nord, protagonisti della pellicola sono Amitabh Bachchan, Shahrukh Khan, Abhishek Bachchan, Rani Mukherjee, Preity Zinta e Kirron Kher. Il film è anche chiamato con il diminutivo KANK.
Ambientato, e principalmente girato a New York, Kabhi Alvida Naa Kehna è un film sentimentale che esplora i temi dell'adulterio e delle relazioni extraconiugali. Nonostante gli incassi in India, il film è stato smontato dalle sale cinematografiche dopo appena una settimana. Ha comunque ottenuto un importante successo in tutto il mondo, ed in particolar modo negli Stati Uniti, dove è diventato il film di bollywood ad avere avuto i maggiori incassi della storia negli USA, battendo il precedente record di Kabhi Khushi Kabhie Gham, che perdurava da cinque anni. Negli Stati Uniti il film ha guadagnato più di 1.3 milioni di dollari, e circa 1.4 milioni di dollari nel Regno Unito nella sua prima settimana di proiezione, su 1,200 sale in tutto il mondo. Sul mercato statunitense il film ha incassato 3,275,444 dollari, 10,259,399 sul mercato indiano ed un totale mondiale di 25,229,168.
Il film è stato candidato per numerosi riconoscimenti e l'attore Abhishek Bachchan ha vinto il Filmfare Awards ed il GIFA, entrambi nella categoria "miglior attore non protagonista", mentre Rani Mukerji ha vinto il premio IIFA, come "migliore attrice".
Il film è stato presentato al Tokyo International Film Festival. La sceneggiatura della pellicola ha ricevuto molte critiche positive ed è stato ipotizzato un suo inserimento nella biblioteca della Academy of Motion Picture Arts and Sciences.

## Trama
New York. Dev, un calciatore professionista, è sposato con Rhea e hanno un bambino, Arjun. Hanno successo nelle rispettive professioni e apparentemente la loro vita è meravigliosa, tuttavia nel loro rapporto sono distanti e assorbiti in se stessi.
Nel giorno dell’anniversario Dev si imbatte in una bella estranea vestita da sposa, Maya, che esita di fronte al proprio matrimonio, dubbiosa sul passo che sta per fare.
I due hanno un’intensa conversazione che insinua quanto entrambi siano insoddisfatti nelle rispettive relazioni, iniziate quando tutti erano molto giovani, ma allo stesso tempo abbiano bisogno di credere che tutto vada bene.
Maya quindi si avvia e sposa Rishi, e Dev viene investito da un’auto mentre torna a casa (Kabhi alvida naa kehna).
Sono passati 4 anni. Dev ha perso la carriera a causa dei danni a una gamba riportati nell’incidente, ed è diventato una persona scontrosa, sarcastica e permalosa che sfoga sulla moglie e sul figlio tutta la sua amarezza. E’ insofferente nel proprio ruolo paterno e nutre rancore verso la moglie, che ha invece grande successo nel suo lavoro per una famosa rivista, anche a scapito del tempo e delle energie da dedicare alla famiglia. 
Nel frattempo il matrimonio tra Maya e Rishi è frustrante, noioso e privo di passione a causa delle profonde differenze tra i due: lei è un’introversa insegnante ossessionata dalla pulizia e ferita dalla consapevolezza di non poter avere figli; lui è un organizzatore di eventi superficiale, infantile e festaiolo.
Dev e Maya si incontrano di nuovo alla stazione in circostanze a dir poco rocambolesche, causando anche l’incontro tra Rhea e Rishi, i quali iniziano una collaborazione professionale.
I quattro partecipano alla festa che Sam, il padre di Rishi, tiene ogni anno in memoria della defunta moglie, che ancora adora nonostante si diverta con numerose ragazze a pagamento (Rock’n'roll soniye). Quando Sam incoraggia le coppie presenti a dichiararsi il loro amore perché, come è accaduto a lui, non sanno quanto tempo resta realmente loro per farlo, nessuno dei quattro riesce a dire “Ti amo” al coniuge. 
Incoraggiati dalla tenera amicizia sbocciata tra il padre di Rishi e la madre di Dev, Dev e Maya iniziano a frequentarsi assiduamente, con la dichiarata intenzione di essere amici e sostenersi a vicenda nelle situazioni simili in cui si trovano. In questo modo però non fanno che avvicinarsi sempre di più, e ciò che continuano a chiamare amicizia assume altre sfumature, che ognuno dei due tiene per sé. (Mitwa)
Tentativi maldestri di migliorare le rispettive vite coniugali seguendo i consigli (non del tutto disinteressati) dell’altro si traducono in fallimenti a dir poco tragicomici.
Arriva nuovamente l’anniversario di matrimonio di entrambe le coppie, e Dev e Maya pianificano cene romantiche con i rispettivi coniugi nello stesso ristorante. Rishi e Rhea non si accorgono che Dev e Maya si scambiano sguardi continui da un tavolo all’altro e le due serate vanno apparentemente bene. Al ritorno scoppiano però liti furibonde in entrambe le case: vengono al pettine i nodi delle due relazioni, quella tra Dev e Rhea rovinata dal disprezzo reciproco, e quella tra Maya e Rishi priva di intimità a causa del fatto che l'amore di lei per lui è sempre stato fraterno.
Sia Dev che Maya, furiosi, finiscono per fuggire alla stazione, dove si dichiarano il loro amore.
I due iniziano una relazione extraconiugale (Tumhi dekho naa).
Rishi e Rhea, nel frattempo diventati amici, si rendono conto di quanto amino i rispettivi coniugi e di quanto desiderino far funzionare le loro relazioni nonostante tutto, e si impegnano per migliorare le cose, con apparente successo.
Proprio mentre Rishi e Rhea, ignari e felici, festeggiano i rispettivi successi professionali e il rinnovato slancio che credono di aver trovato nelle loro vite matrimoniali, Dev e Maya vanno in un hotel a fare l’amore (Where is the party tonight).
Poco tempo dopo Sam e Kamal sorprendono casualmente Dev e Maya insieme per strada, venendo così a scoprire la verità. La sera stessa Sam ha un infarto e non è la prima volta, viene portato in ospedale e diviene evidente che non ce la farà. Quando Sam e Maya rimangono soli poiché Rishi non ha cuore di dare l’estremo saluto a suo padre, Sam, che è stato per Maya quasi un padre adottivo prima che un suocero, la perdona, la rassicura e la incoraggia a lasciare Rishi affinché entrambi restino liberi di congiungersi col vero amore. Poco dopo spira in compagnia di Kamal. 
Dev e Maya decidono di porre fine alla loro relazione, confessare tutto ai rispettivi coniugi e tentare di ricucire i loro matrimoni. Sia Rishi che Rhea non li perdonano, li mandano via di casa e pongono fine al matrimonio. Kamal sceglie di restare accanto a Rhea e Arjun.
Dev e Maya, però, al telefono fingono l’uno con l’altra di essere riusciti a farsi perdonare e di essere ancora sposati.
Passano tre anni, che Dev Maya trascorrono nella tristezza e nella solitudine all’insaputa dell’altro. (Kabhi alvida naa kehna).
Nel frattempo Rhea riscopre la gioia di essere mamma, ma impedisce a Dev di vedere Arjun. Inizia anche cautamente una storia con Jay, il suo capo, che già molto tempo prima era sembrato segretamente innamorato di lei.
Rishi va a trovare a sorpresa Maya, le racconta di essere riuscito a crescere e di aver trovato di nuovo l’amore, e la invita a fargli da testimone di nozze poiché lei ha fatto parte della sua famiglia prima di essere sua moglie e continua a farne parte anche dopo.
La sposa di Rishi, Catherine, è amica di Jay, così anche Rhea si trova al matrimonio. Lei e Rishi, ormai sereni e risolti rispetto al loro passato, si rendono conto che Dev e Maya non sanno dei rispettivi divorzi. Le due donne hanno un toccante confronto in cui Rhea informa Maya di come sono andate realmente le cose, la rassicura sul fatto che non è stata lei a rompere un matrimonio che era già rotto, le esprime solidarietà e scherza sul fatto che la sua vera punizione sarà vivere con Dev. Rhea e Rishi incoraggiano quindi Maya ad affrettarsi a ricongiungersi con Dev, perché proprio in quel momento sta partendo per trasferirsi a Toronto.
Maya si precipita quindi alla stazione in cerca di Dev. Lui la vede ma evita di farsi vedere, e i due si trovano faccia a faccia solo attraverso il finestrino mentre il treno si sta ormai muovendo. 
Quando Maya crede di aver perso ogni speranza, viene raggiunta da Dev, che le riferisce di aver abusato del sistema d’emergenza del treno per farlo fermare, e quando lei gli rivela di essere rimasta sola come lui, in lacrime le chiede di sposarlo. Lei accetta, e la storia si conclude con la voce fuori campo di Dev che racconta di come l’amore abbia alla fine trovato per tutti la propria strada, anche se non avrebbe mai voluto che essa fosse lastricata di cuori infranti. 

## Cast
- Amitabh Bachchan nel ruolo di Samarjit "Sam" Talwar, il padre di Rishi
- Shah Rukh Khan nel ruolo di Dev Saran
- Abhishek Bachchan nel ruolo di Rishi Talwar
- Rani Mukherji nel ruolo di Maya Talwar
- Preity Zinta nel ruolo di Rhea Saran
- Kirron Kher nel ruolo di Kamaljit "Kamal" Saran, la madre di Dev
- Ahsaas Channa nei panni di Arjun Saran, Dev e il figlio di Rhea
- Arjun Rampal nel ruolo di Jai Mehra, il capo di Rhea (apparizione speciale)
- Kajol in un cameo nella canzone "Rock 'N' Roll Soniye"
- John Abraham in un cameo come DJ nella canzone "Where's The Party Tonight?"
- Karan Johar nei panni di un passeggero del treno in un cameo
- Ayan Mukherji in un cameo nella canzone "Tumhi Dekho Naa"